# 江东街道 (南京市)
江东街道是中国江苏省南京市鼓楼区下辖的一个街道办事处，位于河西新城北部区域。街道辖区东起江东北路、秦淮河，西至长江，南临集庆门大街、江东软件城，北达定淮门大街，面积约5.95平方公里，常住人口约11万。街道下辖清河新寓、长阳花园、聚福园、江滨新寓、银城花园、宝船、宝地园、腾飞园、睿城等9个社区。   
江东街道是1990年代以后兴建的新城区，包括高教公寓等30多处住宅区，为大学教师和省市机关职员的集中居住区。街道辖区资源丰富。省级机关较多，包括省住建厅、省农业农村局、省市场监管局、省税务局，以及拟迁入的省发改委、省应急管理厅、省金融管理局等；教育资源丰富，有金陵汇文、宁海中学、银城小学、科睿小学、宝船小学等多所名优中小学和幼儿园；楼宇企业云集，辖区有苏宁、银城、巨鲨等重点企业，以及苏宁慧谷、服务外包大厦、河海科技大厦等楼宇。  